# Dolichopus crenatus
Dolichopus crenatus är en tvåvingeart som först beskrevs av Osten Sacken 1877.  Dolichopus crenatus ingår i släktet Dolichopus och familjen styltflugor. Inga underarter finns listade i Catalogue of Life.